# 梁在グォン
梁 在淃（ヤン・ジェグォン、朝鮮語: 양재권/梁在淃、1929年11月21日 - 2011年5月22日）は、大韓民国の政治家。第11代韓国国会議員。本貫は南原梁氏。号は徳性（トクソン、덕성/德性）。仏教徒。  
外交官の呉相式は娘婿。  

## 経歴
日本統治時代の慶尚南道晋州郡（現・晋州市）またはソウル出身。国民大学政治科卒。1963年に富農企業株式会社代表理事、1971年に国際電気企業株式会社代表理事を経て、韓国電気工業協同組合理事長、中小企業政策審議委員、民主韓国党結党発起人・慶南道責・財政委員長・党務委員・中央政治訓練院長、韓ベルギー議員親善協会副会長、自民連国策諮問委員、大韓民国憲政会理事、南原梁氏大宗会会長を務めた。1984年12月25日に民主韓国党を離れ、1985年1月22日に新韓民主党に入党した。
2011年5月22日に死去。享年82。